# Gianni Vermeersch
Pour les articles homonymes, voir Vermeersch.
Gianni Vermeersch est un coureur de cyclo-cross belge né le 19 novembre 1992 à Roulers. Il est membre de l'équipe Alpecin-Fenix. À 29 ans, il devient le premier champion du monde de gravel de l'histoire, à l'occasion des championnats du monde de gravel 2022.

## Biographie
Gianni Vermeersch naît le 19 novembre 1992 à Roulers en Belgique. Son père, Stefaan Vermeersch, a également fait une carrière et a notamment remporté la Course des chats à trois reprises entre 1993 et 2004.
Il n'a pas de lien de parenté avec le coureur Belges homonyme Florian Vermeersch.  
Spécialisé dans le cyclo-cross, il termine 5e du championnat du monde de cyclo-cross juniors en 2010. Il est recruté en janvier 2011 par l'équipe continentale belge BKCP-Powerplus, il termine 10e du championnat du monde de cyclo-cross espoirs en 2012. En juillet 2013, il passe dans l'équipe continentale belge Sunweb-Napoleon Games. Il remporte la médaille de bronze aux championnats d'Europe de cyclo-cross espoirs. En 2014, il termine 9e du championnat du monde de cyclo-cross espoirs, ainsi que 3e du Tour de la province de Liège.
En février 2015, il termine septième des mondiaux de cyclo-cross. Fin juin, il termine troisième du Circuit de Wallonie, puis deux semaines plus tard, début juillet, 3e du Circuit Het Nieuwsblad espoirs. Mi-juillet, il remporte les 2e et 5e étapes du Tour de la province de Liège. En 2017, il gagne le Slag om Norg aux Pays-Bas.
En 2019, l'équipe Corendon-Circus obtient le statut d'équipe continentale professionnelle. Ce statut lui permet de prendre part aux classiques World Tour au côté de Mathieu van der Poel. Il prend ainsi le départ de Gand-Wevelgem (28e), du Tour des Flandres (69e) et de l'Amstel Gold Race (36e). Le 31 juillet, il remporte le prologue du Tour Alsace, disputé par équipe. Il est seulement devancé par Arvid de Kleijn sur la Course des raisins le 28 août avant de terminer 5e du Grand Prix Jef Scherens le 1er septembre.
En dépit de la pandémie de Covid-19, il réalise sa meilleure saison sur route en 2020. Il se distingue dès le Tour d'Antalya, 4e du général et 2e de la deuxième étape remportée par Giovanni Lonardi. Il termine 8e du Samyn avant que la saison ne soit suspendue. S'il termine hors-délais sur les Strade Bianche à la reprise, il enchaîne les résultats par la suite, 11e du Gran Trittico Lombardo, 3e d'À travers le Hageland, 13e de la Bretagne Classic et 6e de la Course des raisins en août. En septembre, il réalise trois tops 10 sur la Semaine internationale Coppi et Bartali (4e, 6e et 7e d'étape) avant de lever les bras sur l'Antwerp Port Epic. Il a moins de réussite sur les classiques reprogrammées en fin de saison, 30e de Gand-Wevelgem mais abandonnant sur le Tour des Flandres et les Trois Jours de Bruges-La Panne.
Il passe un nouveau cap en 2021, où il joue un rôle majeur auprès de son leader Mathieu van der Poel dans les classiques. Après avoir terminé 14e des Strade Bianche remportés par van der Poel, il est 24e de Milan-San Remo, puis décroche trois tops 10 sur les classiques belges : 7e du Tour des Flandres, 9e du Grand Prix E3 et 10e de Gand-Wevelgem.

## Palmarès sur route

### Par années
| - 2014 - 3e du Tour de Liège - 2015 - 2e et 5e étapes du Tour de Liège - 3e du Circuit de Wallonie - 3e du Circuit Het Nieuwsblad espoirs - 2016 - 2e du Circuit Het Nieuwsblad espoirs - 2017 - Slag om Norg - 3e du Tour du Limbourg - 2018 - 2e étape du Triptyque ardennais - 3e et 5e étapes du Tour de Liège - 3e d'À travers le Hageland - 2019 - 1re étape du Tour d'Alsace (contre-la-montre par équipes) - 2e de la Course des raisins | - 2020 - Antwerp Port Epic - 3e d'À travers le Hageland - 2021 - 3e du Grand Prix Jef Scherens - 7e du Tour des Flandres - 9e du Grand Prix E3 - 10e de Gand-Wevelgem - 2022 - 5e étape des Quatre Jours de Dunkerque - 2e de l'Antwerp Port Epic - 2e d'À travers le Hageland - 2024 - À travers le Hageland - 6e de Paris-Roubaix - 2025 - 2e du Grand Prix de Denain - 7e des Strade Bianche |  |

### Résultats sur les grands tours

#### Tour de France
2 participations
- 2024 : 107e
- 2025 : 103e

#### Tour d'Italie
1 participation
- 2021 : 87e

#### Tour d'Espagne
1 participation
- 2022 : 82e

### Classements mondiaux
| Année                                 | 2014 | 2015 | 2016 | 2017 | 2018 | 2019 | 2020 | 2021 | 2022 | 2023 | 2024 |
| ------------------------------------- | ---- | ---- | ---- | ---- | ---- | ---- | ---- | ---- | ---- | ---- | ---- |
| Classement mondial                    |      |      | 739e | 361e | 979e | 401e | 81e  | 78e  | 208e | 252e | 148e |
| UCI Europe Tour                       | 930e | 445e | 458e | 173e | 603e | 320e | 67e  | 65e  | 170e | nc   | 119e |
|                                       |      |      |      |      |      |      |      |      |      |      |      |
| Légende : nc = non classéSource : UCI |      |      |      |      |      |      |      |      |      |      |      |

## Palmarès en cyclo-cross
| - 2009-2010 - 5e du championnat du monde de cyclo-cross juniors - 2011-2012 - 10e du championnat du monde de cyclo-cross espoirs - 2013-2014 - 3e du championnat d'Europe de cyclo-cross espoirs - 9e du championnat du monde de cyclo-cross espoirs - 2014-2015 - 7e du championnat du monde de cyclo-cross - 2016-2017 - 8e du championnat du monde de cyclo-cross | - 2017-2018 - Jingle Cross #2, Iowa City - 2018-2019 - 9e du championnat d'Europe de cyclo-cross - 10e du championnat du monde de cyclo-cross - 2019-2020 - Jingle Cross #2, Iowa City - Kermiscross, Ardooie |  |

## Palmarès en gravel
- Vénétie 2022
  -  Champion du monde de gravel